# Wargaming
Wargaming Public Co Ltd je mezinárodní herní vývojář a vydavatel se sídlem v Nikósii na Kypru. Původní běloruské studio společnosti v Minsku je ovšem stále nedílnou součástí firmy a je označováno srdcem Wargamingu. V současné době spravuje 16 poboček a vývojářských studií po celém světě. Dříve byla primárně zaměřena na realtimové a tahové strategie, ale v roce 2009 přešla na akční on-line hry s pay to progress platebním modelem a stala se lídrem trhu. Komerční a kritický úspěch se dostavil po vydání její první vojensky založené MMO hry World of Tanks. V dnešní době tato společnost vyvíjí i hry World of Warplanes a World of Warships.

## Hry vývojáře Wargaming
- Master of Orion 1
- Master of Orion 2
- Master of Orion 3
- Massive Assault

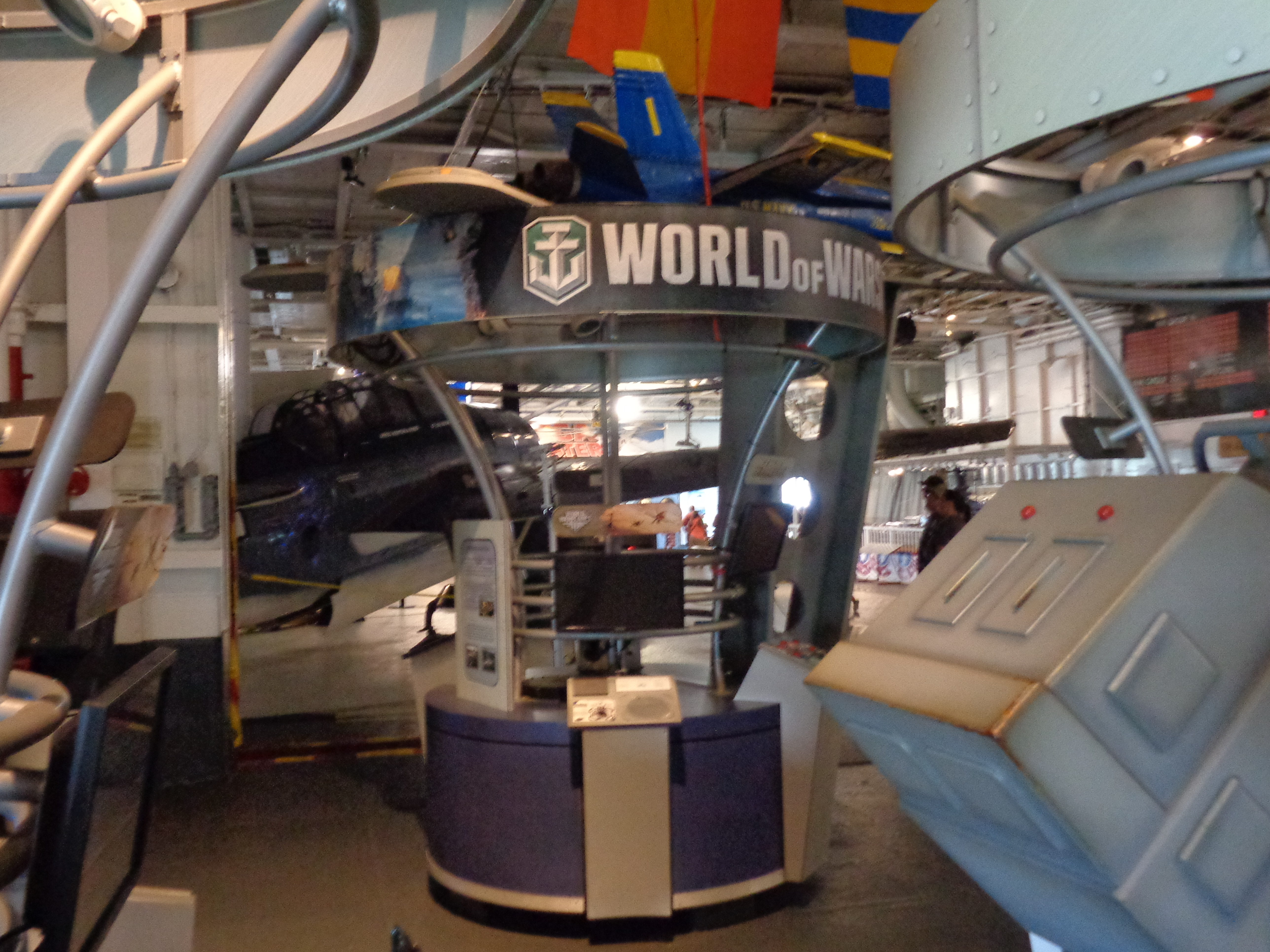
Stánek studia.

- Massive Assault: Phantom Renaissance
- Order of War
- World of Tanks
- World of Tanks Blitz
- World of Tanks Generals
- World of Tanks Mercenaries
- World of Warships
- World of Warships Blitz
- World of Warplanes
- Master of Orion